# Margaret Bullock
Margaret Bullock (Auckland, 4 de janeiro de 1845 — Wanganui, 17 de junho de 1903) foi uma jornalista, escritora, feminista e reformista social neozelandesa.